# ケリー・ハリントン
ケリー・アン・ハリントン（英語: Kellie Anne Harrington、1989年12月11日生）はアイルランドの元アマチュアボクシング選手である。東京オリンピックとパリオリンピックの両方で金メダルを獲得し、2018年世界女子ボクシング選手権大会でも優勝した。2022年ヨーロッパアマチュアボクシング選手権と2023年ヨーロッパ競技大会でも金メダルを獲得している。オープンリーレズビアンのアスリートである。

## 生い立ち
1989年12月11日、ダブリンにて生まれる。ダブリンの北のインナーシティであるポートランド・ロウの出身で、労働者階級の家庭に育った。15歳でボクシングに興味を持つようになり、地元のボクシングクラブに入ろうとするが、女子は受け入れていないと断られるばかりであった。しかしながらハリントンはどうしても引き下がらなかったため結局加入を認められ、選手として急速に成長した。タラのセント・メアリーズ・ボクシング・クラブのメンバーである。ダブリンにあるセントヴィンセント精神科病院でパートタイムの清掃職員をしながらボクシングに取り組んでいた。 
2009年にボクシングを通してマンディ・ロークリンと知り合い、交際するようになった。 

## ボクサーとしてのキャリア
2016年世界女子ボクシング選手権大会のライトウェルター級で銀メダルを獲得した。2017年のヨーロッパ連合ボクシングチャンピオンシップの女子ライト級で銀メダルを獲得し、2018年の女子ヨーロッパアマチュアボクシング選手権で銅メダルを獲得した。2018年世界女子ボクシング選手権大会ライト級では金メダルを獲得した。

### 東京オリンピック
ハリントンは2020年ヨーロッパボクシングオリンピック予選競技大会決勝でスプリット・デシジョンでキャロライン・デュボアを下して優勝した。東京オリンピックに出場できることになったが、メダルがとれるかどうかにかかわらず、オリンピック終了後はセントヴィンセント精神科病院での清掃職員の仕事に復帰するつもりであった。
2021年夏に行われた東京オリンピックのアイルランド選手団の一員として7月23日の開会式で旗手をつとめた。東京オリンピックに参加した選手のうち少なくとも180名が同性愛者であることを公表していたが、オープンリーレズビアンであるハリントンはそのひとりであった。 
ボクシング女子ライト級初戦でレベッカ・ニコリを5-0で下して準々決勝にすすんだ。準々決勝ではイーマーン・ヘリーフを5-0で下して銅メダル以上を確実にした。8月5日の準決勝にはスダポルン・シーソンディーを3–2で下して決勝にすすんだ。8月8日の決勝ではベアトリス・フェレイラを5–0で破って金メダルを獲得し、アイルランド史上3番目のオリンピックボクシングチャンピオンとなった。アイルランド大統領マイケル・D・ヒギンズやアイルランド首相ミホル・マーティン、アイルランドの著名なボクサーであったケイティー・テイラーやマイケル・カルースがハリントンの勝利を祝福した。

### 東京オリンピック後
2021年11月にスパーのブランドアンバサダーとなった。
2022年4月8日に長年のガールフレンドであるマンディ・ロークリンとダブリンで結婚した。
2022年10月にロディ・ドイルとの共著で自伝Kellieを刊行した。この本は2022年度アイルランド郵便図書賞スポーツ図書部門賞を受賞した。

2023年4月2日、移民に関するGBニュースのツイートをシェアし（のちに取り消し）、批判を受けた後にソーシャルメディア上の活動をやめる意思を表明した。ニューズトークのインタビューではこの件について話すことを拒否した。しかしながらのちに声明を出して謝罪した。

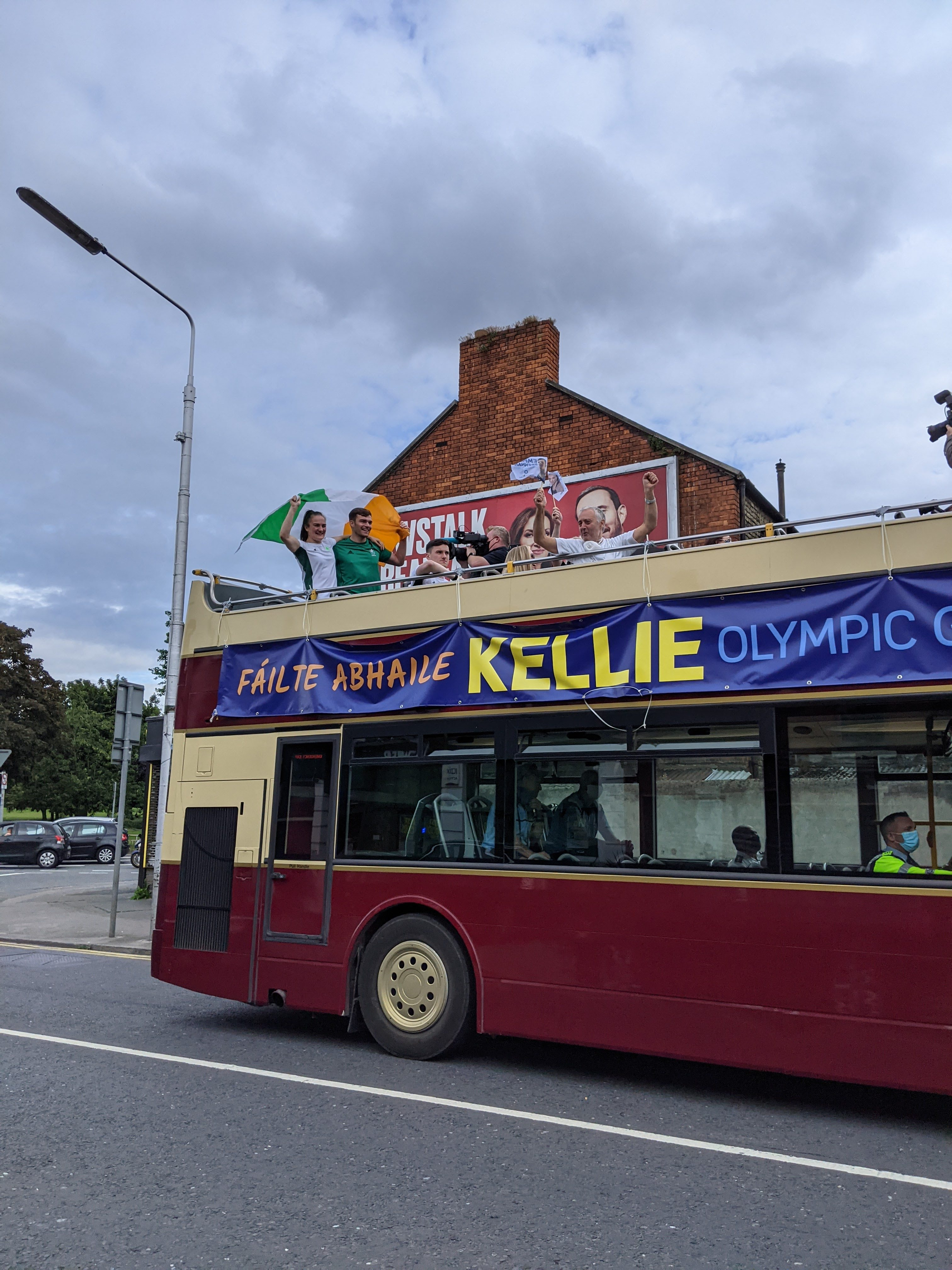
東京オリンピックから戻ったハリントンと男子ボクシングの選手エメット・ブレナン

### 2023年ヨーロッパ競技大会
ポーランドで開催された2023年ヨーロッパ競技大会では決勝でセルビアのナタリア・シャドリナをユナニマス・デシジョンで下し、金メダルを獲得した。

### パリオリンピック
パリで開催された2024年夏季オリンピックでは初戦なしで第2戦にすすんだ。第2戦ではイタリアのアレッシア・メシアーノをユナ二マス・デシジョンで下した。第3戦ではコロンビアのアンジ・バルデスを再びユナニマス・デシジョンで下した。準決勝ではブラジルのベアトリス・フェレイラを4:1のスプリット・デシジョンで下した。決勝では中国の楊文璐を4:1のスプリット・デシジョンで破って金メダルを獲得した。これによりハリントンは2回の連続したオリンピックで金メダルを獲得した最初のアイルランド人ボクサーとなった。
ハリントンはダブリンの北側にあるワーキングクラスの住民が多いインナーシティの出身者であるため、2回続けてオリンピックで金メダルを獲得したことで地元コミュニティは大いに湧き立ち、ハリントンは地元の誇りとして称賛された。

パリオリンピック後、ハリントンはボクシングから引退する意向を表明した。しかしながらその後、トレーニングに復帰している。

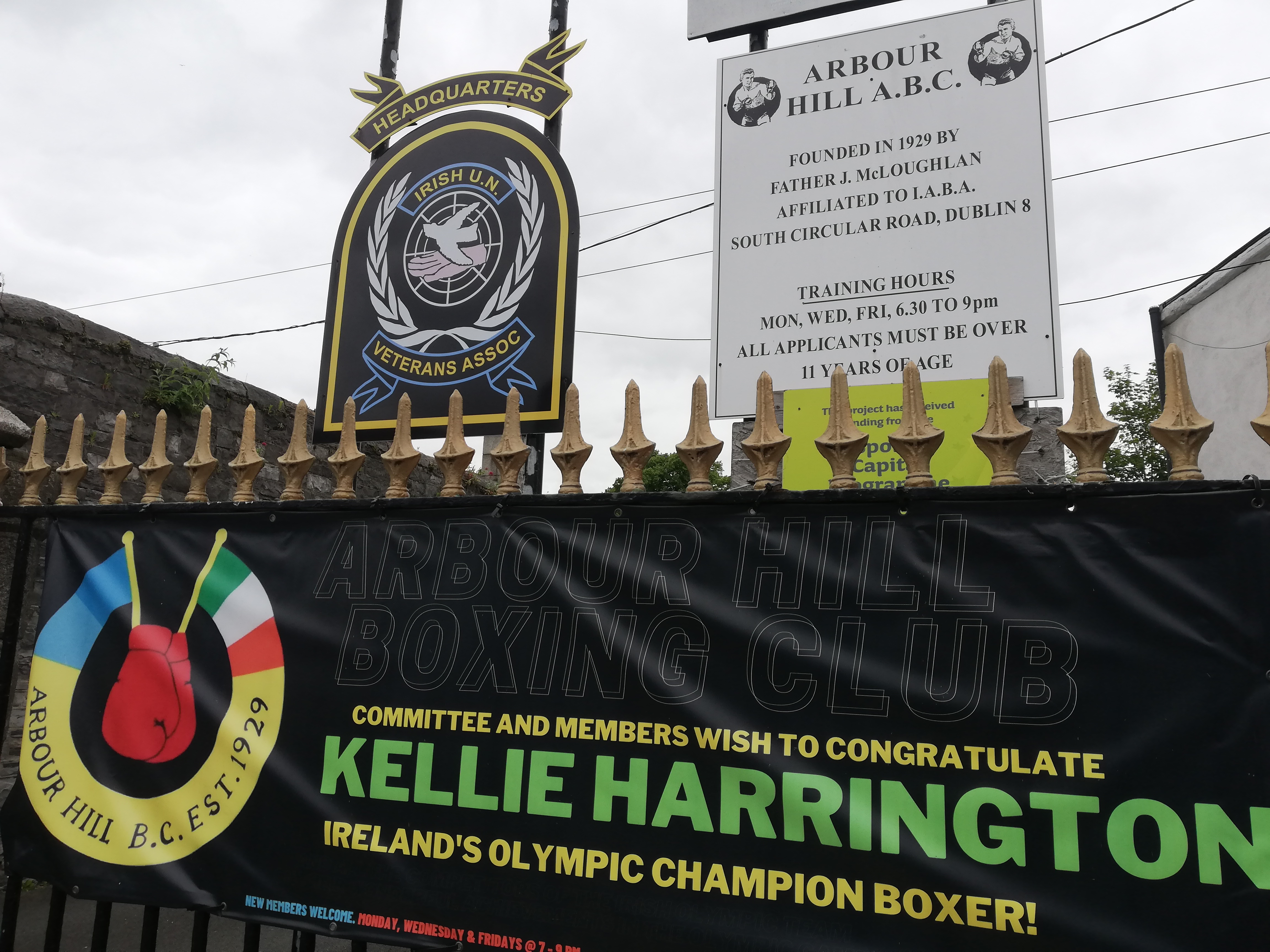
アーバー・ヒルのハリントン応援バナー

## 顕彰
2022年の国際女性デーにアイルランド郵便はアイルランドの女性スポーツ選手の切手コレクションを発表したが、この中にハリントンも含まれていた。
ハリントンは2022年3月17日にダブリンで行われた聖パトリックの祝日のパレードで、パラリンピック水泳種目の金メダリストであるエレン・キーンとともに先導役をつとめた。
2022年にダブリン名誉市民の称号を授与された。
2024年3月16日にロンドンで行われる予定の聖パトリックの祝日のパレードでも、パラリンピック金メダリストであるケイティ＝ジョージ・ダンレヴィとともに先導役をつとめることになっている。